# Lemuel Sawyer
Lemuel Sawyer (* 1777 bei Elizabeth City, North Carolina; † 9. Januar 1852 in Washington, D.C.) war ein US-amerikanischer Politiker. Zwischen 1807 und 1829 vertrat er mehrfach den Bundesstaat North Carolina im US-Repräsentantenhaus.

## Werdegang
Lemuel Sawyer besuchte die Flatbush Academy auf Long Island im Bundesstaat New York. Danach studierte er bis 1799 an der University of North Carolina in Chapel Hill. Daran schloss sich ein Studium an der University of Pennsylvania in Philadelphia an. Nach einem Jurastudium und seiner 1804 erfolgten Zulassung als Rechtsanwalt begann er in Elizabeth City in diesem Beruf zu arbeiten. Gleichzeitig schlug Sawyer als Mitglied der Demokratisch-Republikanischen Partei eine politische Laufbahn ein. In den Jahren 1800 und 1801 saß er als Abgeordneter im Repräsentantenhaus von North Carolina.
Bei den Kongresswahlen des Jahres 1806 wurde Sawyer im ersten Wahlbezirk von North Carolina in das US-Repräsentantenhaus in Washington gewählt, wo er am 4. März 1807 die Nachfolge von Thomas Wynns antrat. Nach zwei Wiederwahlen konnte er bis zum 3. März 1813 drei Legislaturperioden im Kongress absolvieren. In diese Zeit fiel der Beginn des Britisch-Amerikanischen Krieges. Bei den Wahlen des Jahres 1816 wurde er erneut im ersten Distrikt in den Kongress gewählt, wo er am 4. März 1817 William H. Murfree ablöste, der 1813 sein Nachfolger geworden war. Bis zum 3. März 1823 konnte er drei weitere Amtszeiten im US-Repräsentantenhaus verbringen. Im Jahr 1822 unterlag er Alfred Moore Gatlin.
In den 1820er Jahren schloss sich Sawyer der Bewegung um den späteren US-Präsidenten Andrew Jackson an. Als deren Kandidat wurde er in den Jahren 1824 und 1826 nochmals in den Kongress gewählt. Zwischen dem 4. März 1825 und dem 3. März 1829 absolvierte er dort als Nachfolger von Gatlin seine beiden letzten Amtszeiten als Abgeordneter. Diese waren von den Spannungen zwischen den Anhängern und Gegnern von Andrew Jackson geprägt. Im Jahr 1828 verlor Sawyer gegen William Biddle Shepard.
Nach seinem Ausscheiden aus dem Kongress arbeitete Sawyer als Regierungsangestellter in der Bundeshauptstadt Washington, wo er am 9. Januar 1852 verstarb. Er wurde auch als Schriftsteller bekannt. Sein bekanntestes Werk war die im Jahr 1824 erschienene Komödie „Blackbeard“,  die sich um den gleichnamigen Piraten dreht.